# Franklin Gothic
Franklin Gothic is een schreefloze lettertypefamilie ontworpen door Morris Fuller Benton in 1902 en uitgegeven door lettergieterij American Type Founders.
Ondanks een afname in populariteit door de komst van modernere lettertypes als Kabel en Futura werd dit lettertype herontdekt door Amerikaanse letterontwerpers in de jaren rond 1940 en is sindsdien weer zeer gewild. Het lettertype wordt nog steeds veel gebruikt in advertenties en krantenkoppen.
Lettertype Franklin is vernoemd naar de Amerikaanse drukker Benjamin Franklin. "Gothic" is een niet meer in gebruik zijnde term voor schreefloos of "sans-serif", en heeft niets te maken met gotische letters.

## Eigenschappen
Franklin Gothic is een extra vette letter dat ten opzichte van andere vette schreefloze letters een aantal bijzondere kenmerken heeft:
- de a met ophaal naar boven en de g met onderlus zijn eigenlijk typisch voor schreefletters
- de staart van de Q en het oor van de g zijn lichter en ronder

Franklin Gothic toont invloeden van de beroemde tijdgenoot Akzidenz Grotesk uitgegeven door Berthold.
Er was in die tijd een ware strijd om het perfecte "gothic" lettertype te ontwerpen.
De lettertypefamilie kent de volgende sets:
- Franklin Gothic (1903)
- Franklin Gothic Condensed + Extra Condensed (1906)
- Franklin Gothic Italic (1910)
- Franklin Gothic Condensed Shaded (1912)

en jaren later werd die uitgebreid met de sets:
- Franklin Gothic Wide (1952)
- Franklin Gothic Condensed Italic (1967)

Het lettertype werd in metalen vorm ook uitgegeven door Barnhart Brother & Spindler onder de naam Gothic #1. Linotype en Intertype deden dat onder de naam Gothic #16. Monotype bracht hem uit onder zijn originele naam. Ludlow noemde hem Square Gothic Heavy.
In digitale vorm werd het lettertype uitgegeven door Adobe, International Typeface Corporation (ITC), Monotype Imaging en URW. Victor Caruso tekende een meerdere gewichten kennende Franklin Gothic voor ITC in 1980 en 1991, en ITC gaf de ontwerpstudio Font Bureau opdracht om een 'condensed', 'compressed' en 'extra compressed' te tekenen. Bitstream brengt het lettertype op de markt onder Gothic 744. Microsoft Windows heeft Franklin Gothic Medium geleverd bij alle versies vanaf Windows 95.